# Шмёльн
Шмёльн (нем. Schmölln) — город в Германии, в земле Тюрингия. 
Входит в состав района Альтенбург.  Население составляет 11 879 человек (на 31 декабря 2010 года). Занимает площадь 41,60 км². Официальный код  —  16 0 77 043.
Город подразделяется на 13 городских районов.

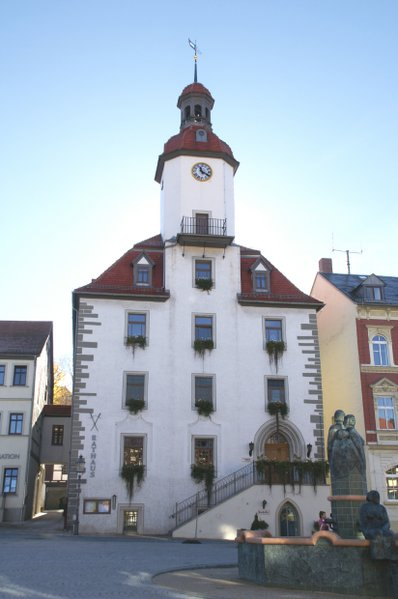
Ратуша

Город расположен у реки Шпротте.